# Jack Markell
Jack Markell (Newark, Delaware, 26 de novembre de 1960) és un polític estatunidenc del Partit Demòcrata. Del gener de 2009 fins al gener del 2017 ocupà el càrrec de governador de Delaware.